# Anopinella boliviana
Anopinella boliviana là một loài bướm đêm thuộc họ Tortricidae. Loài này có ở Bolivia.
Chiều dài cánh trước khoảng 9.5 mm.